# مامان بهروز منو زد
مامان بهروز منو زد فیلمی به کارگردانی و نویسندگی عباس مرادیان محصول سال ١٣٨٩ است.  
«مامان بهروز منو زد» داستان زندگی نوجوانی به نام بهروز را روایت می‌کند که برای به دست آوردن خواسته‌های خود مجبور است در تیم فوتبال مدرسه حضور یابد، اما ….

## بازیگران
- حمید لولایی  در نقش مرد همسایه
- رضا ناجی  در نقش پدر بهروز
- فلور نظری  در نقش مادر بهروز
- رامین ناصرنصیر  در نقش ناظم مدرسه
- کیانوش گرامی  در نقش حسین
- احمدرضا اسعدی  در نقش مدیر مدرسه
- خشایار راد  در نقش بابای مدرسه
- ابوالفضل همراه  در نقش معلم ورزش
- علیرضا مظفری  در نقش بهروز
- مجید شهریاری  در نقش برادر زن اکبر
- نیما نکیسا  در نقش مربی مدرسه
- کاظم افرندنیا در نقش اکبر
- غزاله جزایری در نقش خواهر بهروز
- سالار سعیدی در نقش حمید
- آیدین خطایی در نقش جمال شوهرخواهر بهروز